# 목포유달중학교
목포유달중학교(木浦儒達中學校)는 대한민국 전라남도 목포시 산정동에 있는 공립 중학교이다.

## 학교 연혁
- 1951년 9월 1일 : 목포 제2중학교 설립인가
- 1951년 9월 20일 : 목포 제2중학교 개교
- 1957년 12월 18일 : 목포유달중학교로 교명 변경
- 1988년 10월 20일 : 본관 개축
- 2015년 3월 1일 : 남녀공학 승인
- 2024년 3월 1일 : 제28대 강석광 교장 부임
- 2025년 1월 10일 : 제74회 졸업(졸업생 109명, 총 24,513명)

## 참고 자료
- 목포유달중학교 - 한국교육학술정보원 학교알리미